# Angela Andreoli
Angela Andreoli, née le 6 juin 2006, est une gymnaste artistique italienne. Elle est membre de l'équipe qui remporte l'argent aux Jeux olympiques de 2024. De plus, elle est membre des équipes médaillées d'or aux Jeux méditerranéens de 2022, aux Championnats d'Europe de 2022 et de 2024. Individuellement, elle est médaillée de bronze aux Jeux Méditerranéens 2022 au saut de cheval ainsi que médaillée de bronze européenne 2022 et 2024 aux exercices au sol.

## Jeunesse
Andreoli est née à Brescia, en Italie, en 2006. Elle s'entraîne actuellement à l'Académie Internationale de Brixia.

## Carrière en junior

### Espoir : 2017-2019
Andreoli participe au Tournoi International 2017 dans la division espoir. Elle se classe première au concours général ainsi qu'aux barres asymétriques, à la poutre et aux exercices au sol. En 2018, Andreoli commence à participer à des compétitions de Série A aux côtés de son club Brixia.
Andreoli participe au Trophée Ville de Jesolo 2019 au sein de l'équipe « Jeune Italie » ; elles se classent quatrièmes. Individuellement, Andreoli se classe 16e au concours général. Aux Championnats italiens, elle remporte le concours général et obtient les scores les plus élevés sur tous les engins, à l'exception des exercices au sol, où elle obtient le deuxième score le plus élevé. Andreoli termine la saison en participant à la Sainté Gym Cup. Elle se classe troisième au concours général derrière Ondine Achampong (en) de Grande-Bretagne et Alizée Letrange-Mouakit de France.

### Juniors : 2020-2021
Aux Championnats d'or juniors italiens 2020, Andreoli termine première. Aux Championnats nationaux italiens 2020, elle se classe sixième au concours général, mais est l'athlète juniore la plus performante.
Lors du Flanders International Team Challenge 2021, Andreoli termine troisième au concours général, mais aide l'Italie à terminer première dans la compétition par équipe. Lors des finales par épreuve, Andreoli termine parmi les trois premiers au saut de cheval, aux barres asymétriques et aux exercices au sol. Aux Elite Gym, elle aide l'Italie à terminer première en équipe et individuellement, elle remporte l'or aux exercices au sol.

## Carrière en senior

### 2022
Andreoli devient éligible pour la compétition senior en 2022. Elle fait ses débuts internationaux seniors au DTB Pokal Team Challenge. Ses scores au saut de cheval, aux barres asymétriques et aux exercices au sol contribuent à la deuxième place de l'Italie. Individuellement, Andreoli remporte l'or aux exercices au sol devant Konnor McClain (en). Andreoli participe ensuite au Trophée de la Ville de Jesolo. Elle termine deuxième en équipe et quatrième individuellement au saut de cheval. En juin, Andreoli participe aux Jeux méditerranéens aux côtés de Martina Maggio (en), Alice D'Amato, Asia D'Amato et Giorgia Villa. Ensemble, elles remportent l'or par équipes, avec plus de cinq points d'avance sur la France, deuxième. En août, Andreoli participe aux Championnats d'Europe où l'Italie remporte l'or par équipe. Lors des finales par épreuve, Andreoli remporte le bronze aux exercices au sol derrière Jessica Gadirova et sa coéquipière Maggio. En octobre, il est révélé qu'Andreoli ne participerait pas aux Championnats du monde en raison d'une blessure.

### 2023
Andreoli participe aux Championnats d'Europe 2023 aux côtés d'Alice D'Amato, Asia D'Amato, Manila Esposito et Giorgia Villa ; ensemble, elles terminent deuxième derrière la Grande-Bretagne. Andreoli est ensuite sélectionnée pour les Championnats du monde 2023 aux côtés de D'Amato, Esposito, Elisa Iorio et Arianna Belardelli. Andreoli score à la poutre pour permettre à l'Italie de terminer cinquième.

### 2024
Andreoli participe aux Championnats d'Europe 2024 aux côtés d'Alice D'Amato, Asia D'Amato, Manila Esposito et Elisa Iorio. Le premier jour de compétition, Andreoli enregistre le troisième score le plus élevé au concours général, mais ne remporte pas de médaille en raison de limitations de deux par pays puisque Esposito et D'Amato obtiennent des scores plus élevés. Lors des finales par épreuve, elle remporte le bronze aux exercices au sol. Le dernier jour de compétition, la finale par équipe, Andreoli score au saut de cheval, à la poutre et aux exercices au sol, aidant ainsi l'Italie à remporter son troisième titre européen par équipe.
En juillet, elle participe aux Championnats d'Italie où elle remporte le titre national aux exercices au sol. À l'issue de la compétition, elle est nommée dans l'équipe pour représenter l'Italie aux Jeux olympiques d'été de 2024 aux côtés d'Alice D'Amato, Esposito, Iorio et Villa.
Aux Jeux olympiques de 2024, Andreoli aide l'Italie à se qualifier pour la finale par équipe à la deuxième place. Au cours de la finale par équipe, Andreoli contribue au saut de cheval, à la poutre et aux exercices au sol pour permettre à l'Italie de terminer deuxième, égalant ainsi le meilleur classement olympique de l'Italie par équipe. La dernière fois que les Italiennes ont remporté une médaille olympique par équipe, c'était il y a 96 ans, aux Jeux olympiques de 1928.

## Palmarès
Jeux olympiques
| Year   | Event                             | Team                               | AA                 | VT                 | UB                 | BB                | FX                         |
| Espoir | Espoir                            | Espoir                             | Espoir             | Espoir             | Espoir             | Espoir            | Espoir                     |
| ------ | --------------------------------- | ---------------------------------- | ------------------ | ------------------ | ------------------ | ----------------- | -------------------------- |
| 2017   | Tournoi International             |                                    | Médaille d'or      |                    | Médaille d'or      | Médaille d'or     | Médaille d'or              |
| 2018   | 2nd Italian Serie A               | Médaille d'or                      |                    |                    |                    |                   |                            |
| 2018   | 3rd Italian Serie A               | Médaille d'or                      |                    |                    |                    |                   |                            |
| 2019   | City of Jesolo Trophy             | 4e                                 | 16e                |                    |                    |                   |                            |
| 2019   | 2nd Italian Serie A               | Médaille d'or                      |                    |                    |                    | Médaille d'or     |                            |
| 2019   | Italian Gold Championships        |                                    | Médaille d'or      | Médaille d'or      | Médaille d'or      | Médaille d'or     | Médaille d'argent          |
| 2019   | 3rd Italian Serie A               | Médaille d'or                      |                    |                    |                    |                   |                            |
| 2019   | Sainté Gym Cup                    |                                    | Médaille de bronze |                    |                    |                   |                            |
| Junior |                                   |                                    |                    |                    |                    |                   |                            |
| 2020   | 3rd Italian Serie A               | Médaille d'or                      |                    |                    |                    | Médaille d'argent | Médaille d'or              |
| 2020   | Italian Gold Junior Championships |                                    | Médaille d'or      |                    |                    |                   |                            |
| 2020   | Championnats nationaux            |                                    | 6e                 | Médaille de bronze |                    | 4e                | Médaille de bronze         |
| 2020   | Italian Serie A Final Six         | Médaille d'or                      |                    |                    |                    |                   |                            |
| 2021   | 1st Italian Serie A               | Médaille d'or                      |                    |                    | Médaille d'or      | Médaille d'or     |                            |
| 2021   | Italian Serie A Final Six         | Médaille d'or                      |                    |                    |                    |                   |                            |
| 2021   | FIT Challenge                     | Médaille d'or                      | Médaille de bronze | Médaille d'argent  | Médaille de bronze |                   | Médaille d'argent          |
| 2021   | National Championships            |                                    | 5e                 | Médaille de bronze |                    | 5e                | Médaille d'or              |
| 2021   | Elite Gym Massilia                | Médaille d'or                      | 9e                 |                    |                    |                   | Médaille d'or              |
| 2021   | Italian Gold Championships        |                                    | Médaille d'or      | Médaille d'or      | Médaille d'or      | Médaille d'argent | Médaille d'or              |
| Senior |                                   |                                    |                    |                    |                    |                   |                            |
| 2022   | 1st Italian Serie A               | Médaille d'or                      |                    |                    |                    | Médaille d'or     |                            |
| 2022   | 2nd Italian Serie A               | Médaille d'or                      |                    | Médaille de bronze |                    |                   | Médaille d'or              |
| 2022   | DTB Pokal Team Challenge          | Médaille d'argent                  |                    |                    |                    |                   | Médaille d'or              |
| 2022   | City of Jesolo Trophy             | Médaille d'argent                  | 16e                | 4e                 |                    |                   |                            |
| 2022   | Jeux méditerranéens               | Médaille d'or                      |                    | Médaille de bronze |                    |                   |                            |
| 2022   | Championnats d'Europe             | Médaille d'or, Europe              |                    |                    |                    |                   | Médaille de bronze, Europe |
| 2023   | City of Jesolo Trophy             | Médaille d'or                      | Médaille de bronze |                    |                    |                   | 5e                         |
| 2023   | Championnats d'Europe             | Médaille d'argent, Europe          |                    |                    |                    |                   |                            |
| 2023   | Championnats du monde             | 5e                                 |                    |                    |                    |                   |                            |
| 2024   | City of Jesolo Trophy             | Médaille d'or                      | 6e                 |                    |                    | 5e                | 4e                         |
| 2024   | Championnats d'Europe             | Médaille d'or, Europe              |                    |                    |                    |                   | Médaille de bronze, Europe |
| 2024   | Jeux olympiques                   | Médaille d'argent, Jeux olympiques |                    |                    |                    |                   |                            |